# 29. nordlige breddekreds
Den 29. nordlige breddekreds (eller 29 grader nordlig bredde) er en breddekreds, der ligger 29 grader nord for ækvator. Den løber gennem Afrika, Asien, Stillehavet, Nordamerika og Atlanterhavet.